# Ange Postecoglou
Angelos ('Ange' of 'Angie') Postecoglou (Nea Filadelfeia, 27 augustus 1965) is een Grieks-Australisch voetbaltrainer en voormalig voetballer. In juni 2023 werd Postecoglou aangesteld als hoofdtrainer van Tottenham Hotspur. In juni 2025 werd hij, ondanks het winnen van de UEFA Europa League met de club, ontslagen bij Tottenham Hotspur.

## Biografie
Postecoglou werd geboren in Athene. Op vijfjarige leeftijd verhuisde hij naar Australië.

### South Melbourne FC
Hij speelde van 1984 tot 1993 voor South Melbourne, waarna hij assistent-coach werd van deze club.

### Interlands
Postecoglou debuteerde op 3 augustus 1986 voor het Australisch voetbalelftal in een wedstrijd tegen het Tsjecho-Slowaaks voetbalelftal. Tsjecho-Slowakije was naar Australië afgereisd om drie wedstrijden tegen de Socceroos te spelen. Postecoglou speelde als linksback de hele eerste wedstrijd, die eindigde in een 1-1 gelijkspel. Hij kwam niet aan spelen toe in de tweede wedstrijd. In de derde wedstrijd tegen Tsjecho-Slowakije werd hij na de eerste helft gewisseld. In een wedstrijd tegen het Nieuw-Zeelands voetbalelftal op 12 oktober 1988 viel hij in voor Warren Spink. Vier dagen later kreeg hij weer een basisplaats voor de tweede wedstrijd tegen Nieuw-Zeeland dat jaar. Na vijfenzeventig minuten werd hij gewisseld voor Graham Jennings en sindsdien heeft hij niet meer voor Australië gespeeld.

### Trainerscarrière
Na zijn spelerscarrière werd Postecoglou assistent-trainer van South Melbourne. Hij was hoofdtrainer van deze club van 1996 tot 2000. Na vier jaar werd hij coach van het Australisch voetbalelftal onder de 20. In 2008 keerde hij terug naar Griekenland om Panachaiki te trainer, maar dit avontuur was van korte duur. Hij was van 2009 tot 2012 trainer van de Australische club Brisbane Roar. In 2012 tekende hij een meerjarig contract bij Melbourne Victory.
Nadat de Football Federation Australia (FFA) zijn contract bij Melbourne Victory afkocht, volgde hij in oktober 2013 de Duitser Holger Osieck op als bondscoach van het Australisch voetbalelftal. Hij sloot op 23 oktober 2013 een overeenkomst met de FFA om tot en met het wereldkampioenschap voetbal 2018 als coach van de Socceroos aan te blijven. Tijdens het WK 2014 werd Australië uitgeschakeld in een groepsfase met Chili, Spanje en Nederland, maar Australië won onder leiding van Postecoglou in 2015 wel de finale van het Aziatisch kampioenschap voetbal. Met Australië neemt hij deel aan het kwalificatietoernooi voor het wereldkampioenschap voetbal 2018 in Rusland. Bij de loting op 15 april – als tegenstanders kwamen Bangladesh, Jordanië, Kirgizië en Tadzjikistan uit de bus – uitte Postecoglou zich positief over de kwalificatiekansen van zijn land. Hij wist zich met Australië uiteindelijk te plaatsen voor de WK-eindronde door in de beslissende barrage over twee duels te winnen van Honduras (0-0 en 3-1). Amper een week later, op dinsdag 22 november 2017, diende hij zijn ontslag in. Australië moest een recordaantal van 22 wedstrijden spelen om zich te plaatsen voor het WK.
| Interlands Australië onder leiding van Ange Postecoglou | Interlands Australië onder leiding van Ange Postecoglou | Interlands Australië onder leiding van Ange Postecoglou | Interlands Australië onder leiding van Ange Postecoglou | Interlands Australië onder leiding van Ange Postecoglou |
| №                                                       | Datum                                                   | Wedstrijd                                               | Uitslag                                                 | Competitie                                              |
| ------------------------------------------------------- | ------------------------------------------------------- | ------------------------------------------------------- | ------------------------------------------------------- | ------------------------------------------------------- |
| 1                                                       | 19 november 2013                                        | Australië – Costa Rica                                  | 1 – 0                                                   | Oefeninterland                                          |
| 2                                                       | 5 maart 2014                                            | Australië – Ecuador                                     | 3 – 4                                                   | Oefeninterland                                          |
| 3                                                       | 26 mei 2014                                             | Australië – Zuid-Afrika                                 | 1 – 1                                                   | Oefeninterland                                          |
| 4                                                       | 6 juni 2014                                             | Kroatië – Australië                                     | 1 – 0                                                   | Oefeninterland                                          |
| 5                                                       | 13 juni 2014                                            | Chili – Australië                                       | 3 – 1                                                   | Wereldkampioenschap                                     |
| 6                                                       | 18 juni 2014                                            | Australië – Nederland                                   | 2 – 3                                                   | Wereldkampioenschap                                     |
| 7                                                       | 23 juni 2014                                            | Australië – Spanje                                      | 0 – 3                                                   | Wereldkampioenschap                                     |
| 8                                                       | 4 september 2014                                        | België – Australië                                      | 2 – 0                                                   | Oefeninterland                                          |
| 9                                                       | 8 september 2014                                        | Saoedi-Arabië – Australië                               | 2 – 3                                                   | Oefeninterland                                          |
| 10                                                      | 10 oktober 2014                                         | V.A.E. – Australië                                      | 0 – 0                                                   | Oefeninterland                                          |
| 11                                                      | 14 oktober 2014                                         | Qatar – Australië                                       | 1 – 0                                                   | Oefeninterland                                          |
| 12                                                      | 18 november 2014                                        | Japan – Australië                                       | 2 – 1                                                   | Oefeninterland                                          |
| 13                                                      | 9 januari 2015                                          | Australië – Koeweit                                     | 4 – 1                                                   | Aziatisch kampioenschap                                 |
| 14                                                      | 13 januari 2015                                         | Australië – Oman                                        | 4 – 0                                                   | Aziatisch kampioenschap                                 |
| 15                                                      | 17 januari 2015                                         | Australië – Zuid-Korea                                  | 0 – 1                                                   | Aziatisch kampioenschap                                 |
| 16                                                      | 22 januari 2015                                         | Australië – China                                       | 2 – 0                                                   | Aziatisch kampioenschap                                 |
| 17                                                      | 27 januari 2015                                         | Australië – V.A.E.                                      | 2 – 0                                                   | Aziatisch kampioenschap                                 |
| 18                                                      | 31 januari 2015                                         | Australië – Zuid-Korea                                  | 2 – 1                                                   | Aziatisch kampioenschap                                 |
| 19                                                      | 25 maart 2015                                           | Duitsland – Australië                                   | 2 – 2                                                   | Oefeninterland                                          |
| 20                                                      | 30 maart 2015                                           | Macedonië – Australië                                   | 0 – 0                                                   | Oefeninterland                                          |
| 21                                                      | 16 juni 2015                                            | Kirgizië – Australië                                    | 1 – 2                                                   | WK-kwalificatie                                         |
| 22                                                      | 3 september 2015                                        | Australië – Bangladesh                                  | 5 – 0                                                   | WK-kwalificatie                                         |
| 23                                                      | 8 september 2015                                        | Tadzjikistan – Australië                                | 0 – 3                                                   | WK-kwalificatie                                         |
| 24                                                      | 8 oktober 2015                                          | Jordanië – Australië                                    | 2 – 0                                                   | WK-kwalificatie                                         |
| 25                                                      | 12 november 2015                                        | Australië – Tadzjikistan                                | 3 – 0                                                   | WK-kwalificatie                                         |
| 26                                                      | 17 november 2015                                        | Bangladesh – Australië                                  | 0 – 4                                                   | WK-kwalificatie                                         |
| 27                                                      | 24 maart 2016                                           | Australië – Tadzjikistan                                | 7 – 0                                                   | WK-kwalificatie                                         |
| 28                                                      | 29 maart 2016                                           | Australië – Jordanië                                    | 5 – 1                                                   | WK-kwalificatie                                         |
| 29                                                      | 27 mei 2016                                             | Engeland – Australië                                    | 2 – 1                                                   | Oefeninterland                                          |
| 30                                                      | 3 juni 2016                                             | Australië – Griekenland                                 | 1 – 0                                                   | Oefeninterland                                          |
| 31                                                      | 7 juni 2016                                             | Australië – Griekenland                                 | 1 – 2                                                   | Oefeninterland                                          |
| 32                                                      | 1 september 2016                                        | Australië – Irak                                        | 2 – 0                                                   | WK-kwalificatie                                         |
| 33                                                      | 6 september 2016                                        | V.A.E. – Australië                                      | 0 – 1                                                   | WK-kwalificatie                                         |
| 34                                                      | 6 oktober 2016                                          | Saoedi-Arabië – Australië                               | 2 – 2                                                   | WK-kwalificatie                                         |
| 35                                                      | 11 oktober 2016                                         | Australië – Japan                                       | 1 – 1                                                   | WK-kwalificatie                                         |
| 36                                                      | 15 november 2016                                        | Thailand – Australië                                    | 2 – 2                                                   | WK-kwalificatie                                         |
| 37                                                      | 23 maart 2017                                           | Irak – Australië                                        | 1 – 1                                                   | WK-kwalificatie                                         |
| 38                                                      | 28 maart 2017                                           | Australië – V.A.E.                                      | 2 – 0                                                   | WK-kwalificatie                                         |
| 39                                                      | 8 juni 2017                                             | Australië – Saoedi-Arabië                               | 3 – 2                                                   | WK-kwalificatie                                         |
| 40                                                      | 13 juni 2017                                            | Australië – Brazilië                                    | 0 – 4                                                   | Oefeninterland                                          |
| 41                                                      | 19 juni 2017                                            | Australië – Duitsland                                   | 2 – 3                                                   | Confederations Cup                                      |
| 42                                                      | 22 juni 2017                                            | Kameroen – Australië                                    | 1 – 1                                                   | Confederations Cup                                      |
| 43                                                      | 25 juni 2017                                            | Chili – Australië                                       | 1 – 1                                                   | Confederations Cup                                      |
| 44                                                      | 31 augustus 2017                                        | Japan – Australië                                       | 2 – 0                                                   | WK-kwalificatie                                         |
| 45                                                      | 5 september 2017                                        | Australië – Thailand                                    | 2 – 1                                                   | WK-kwalificatie                                         |
| 46                                                      | 5 oktober 2017                                          | Syrië – Australië                                       | 1 – 1                                                   | WK-kwalificatie                                         |
| 47                                                      | 10 oktober 2017                                         | Australië – Syrië                                       | 2 – 1                                                   | WK-kwalificatie                                         |
| 48                                                      | 10 november 2017                                        | Honduras – Australië                                    | 0 – 0                                                   | WK-kwalificatie                                         |
| 49                                                      | 15 november 2017                                        | Australië – Honduras                                    | 3 – 1                                                   | WK-kwalificatie                                         |

## Erelijst
Als speler
 South Melbourne
- National Soccer League Championship: 1984, 1990/91
- National Soccer League Premiership: 1992/93
- National Soccer League Southern Conference: 1984, 1985
- NSL Cup: 1989/90

Als trainer
 South Melbourne
- National Soccer League Premiership: 1997/98
- National Soccer League Championship: 1997/98, 1998/99
- OFC Club Championship: 1999

 Australië onder 17
- OFC U-17 Championship: 2001, 2003, 2005

 Australië onder 20
- OFC U-20 Championship: 2001, 2002, 2005
- AFF U-19 Youth Championship: 2006

 Brisbane Roar
- A-League Premiership: 2010/11
- A-League Championship: 2010/11, 2011/12

 Australië
- AFC Asian Cup: 2015

 Yokohama F. Marinos
- J1 League: 2019

 Celtic
- Scottish Premiership: 2021/22, 2022/23
- Scottish Cup: 2022/23
- Scottish League Cup: 2021/22, 2022/23

 Tottenham Hotspur
- UEFA Europa League: 2024/25

Individueel
- National Soccer League Trainer van het Jaar: 1997/98
- PFA Trainer van het Jaar: 2010/11
- A-League Trainer van het Jaar: 2010/11
- PFA Trainer van het Decennium: 2015
- AFC Trainer van het Jaar: 2015